# قایق‌های ماهیگیری گریت یارموث از بندرگاه دور می‌شوند
قایق‌های ماهیگیری گریت یارموث از بندرگاه دور می‌شوند (انگلیسی: Yarmouth Fishing Boats Leaving Harbour) فیلمی در ژانر مستند، سیاه و سفید، کوتاه و صامت به کارگردانی بیرت ایکر است که در سال ۱۸۹۶ منتشر شد.